# Edificios más altos de Cochabamba

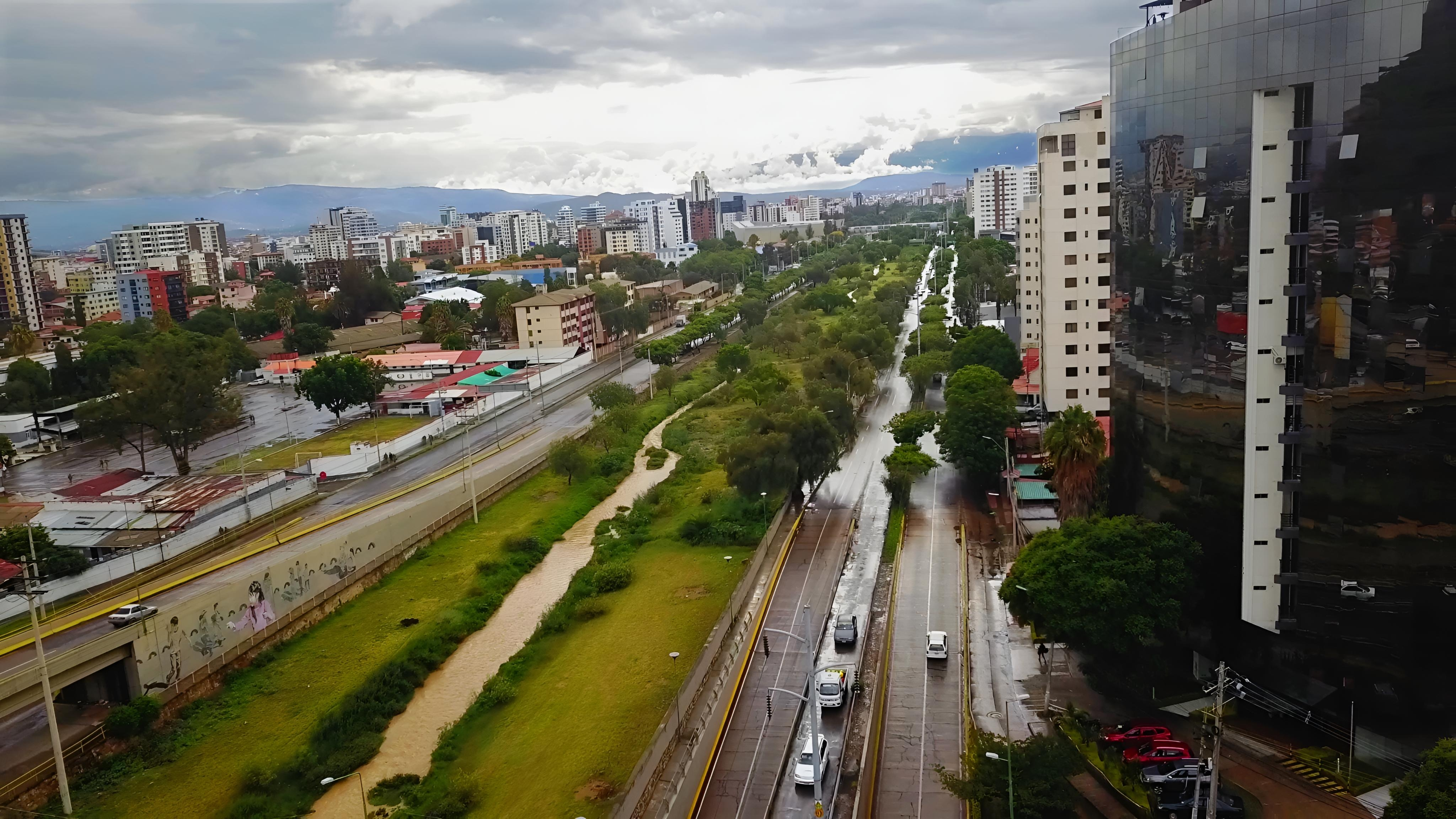
Vista aérea de la Avenida Uyuni, Cochabamba.

La ciudad de Cochabamba es la tercera economía más grande de Bolivia.
Actualmente, los edificios más altos de Cochabamba son el Condominio Ubuntu (Torre Sur)con 25 pisos, finalizado en 2022, el edificio de oficinas del GAMC de 19 pisos finalizado el 2025 y edificio Los Tiempos, con 22 pisos, inaugurado en 1989.

## Edificios más altos
En la siguiente lista se detallan los edificios finalizados más altos de la ciudad de Cochabamba. Se incluyen agujas y detalles arquitectónicos similares válidos para la medición de la altura final, pero no así mástiles de antenas.
| #  | Edificio                      | Imagen       | Número de Pisos | Uso         | Año de Finalización | Ref.   |
| -- | ----------------------------- | ------------ | --------------- | ----------- | ------------------- | ------ |
| 1  | BC Tower                      |              | 32              | Mixto       | 2026                | [ 1 ]  |
| 2  | Condominio Ubuntu Torre Sur   |              | 25              | Residencial | 2022                | [ 1 ]  |
| 3  | Edificio Municipal del GAMC   | [[Archivo:]] | 19              | Oficinas    | 2025                | [ 1 ]  |
| 4  | Edificio Los Tiempos          |              | 22              | Oficinas    | 1989                | [ 2 ]  |
| 5  | Edificio Colon                |              | 22              | Oficinas    | 1994                | [ 3 ]  |
| 6  | Torre Florence                |              | 23              | Residencial | 2024                | [ 4 ]  |
| 7  | Kings Tower                   | [[Archivo:]] | 22              | Residencial | 2025                | [ 5 ]  |
| 8  | Torre Attenza                 |              | 21              | Residencial | 2022                | [ 6 ]  |
| 9  | Torres Santa Rosa (Torre 1)   |              | 18              | Mixto       | 2020                | [ 7 ]  |
| 10 | Torres Santa Rosa (Torre 2)   |              | 18              | Mixto       | 2020                | [ 7 ]  |
| 11 | Torre Montreal                |              | 18              | Residencial | 2021                | [ 8 ]  |
| 12 | Torre Ipetra                  |              | 20              | Residencial | 2024                | [ 9 ]  |
| 13 | Torre Valhalla                | [[Archivo:]] | 20              | Residencial | 2025                | [ 1 ]  |
| 14 | Condominio Ubuntu Torre Norte |              | 20              | Residencial | 2024                | [ 1 ]  |
| 15 | Torre Kratos                  |              | 18              | Residencial | 2018                | [ 10 ] |
| 16 | Condominio Itauba (Torre 1)   |              | 19              | Residencial | 2023                | [ 11 ] |
| 17 | Condominio Itauba (Torre 2)   |              | 19              | Residencial | 2023                | [ 11 ] |
| 18 | Torres Sofer (Torre 3)        | [[Archivo:]] | 17              | Mixto       | 1990                | [ 1 ]  |
| 19 | Torre Luxor                   |              | 18              | Residencial | 2022                | [ 12 ] |
| 20 | Torre Tribeca soho            |              | 18              | Mixto       | 2020                | [ 13 ] |

## Proyectos
Es esta lista se detallan los proyectos en construcción que se realizan en la ciudad de Cochabamba, tomando en cuenta los datos estimados del estado, altura y el número de pisos a construir.
| Edificio                            | Imagen | Estado          | Altura(estimada) | Pisos | Ref    |
| ----------------------------------- | ------ | --------------- | ---------------- | ----- | ------ |
| Dunatos Mall and Building (Torre 1) |        | En Construcción | 138m             | 32    | [ 14 ] |
| BC Tower                            |        | En Construcción | 118m             | 31    | [ 15 ] |
| Torre Caoba                         |        | En Construcción | 115m             | 31    |        |
| Paramount (Torre 1)                 |        | En Construcción | 110m             | 31    |        |
| Dunatos Mall and Building (Torre 2) |        | En Construcción | 97m              | 28    | [ 14 ] |
| Torre 50                            |        | En Construcción | 95m              | 27    |        |
| Vintage II                          |        | En Construcción | 94m              | 27    |        |